# 張暢
張暢（ちょう ちょう、義熙9年（413年）- 大明6年11月3日（462年12月9日））は、南朝宋の官僚。字は少微。本貫は呉郡呉県。

## 経歴
張禕（張邵の兄）の子として生まれた。若くして従兄の張敷・張演・張鏡らとともに名を知られた。はじめ呉郡太守の徐佩之の下で主簿となった。州に召されて従事となり、衡陽王劉義季の下で征虜行参軍、彭城王劉義康の下で平北主簿をつとめた。司徒祭酒、ついで尚書主客郎となり、まもなく度支左民郎に任じられた。江夏王劉義恭の下で征北記室参軍・晋安郡太守、再び劉義季の下で安西記室参軍・南義陽郡太守、臨川王劉義慶の下で衛軍従事中郎をつとめた。揚州治中別駕従事史となり、太子中庶子に転じた。
武陵王劉駿が彭城に駐屯すると、張暢はその下で安北長史・沛郡太守となった。元嘉27年（450年）、北魏の太武帝が大軍を率いて南進してくると、江夏王劉義恭が宋の諸軍を率いて、彭城に入った。太武帝は彭城から十数里の蕭城に入った。彭城の宋軍は兵力こそ多かったが、食糧の不足に悩んでおり、劉義恭は彭城を放棄して南に退こうと考えていた。ときに歴城の兵力が少なく食糧が多かったことから、安北中兵参軍の沈慶之は劉義恭と劉駿の2王を歴城に移し、蕭思話を彭城の留守に残す計画を提案した。いっぽう太尉長史の何勗がこの案に反対して、迂回して鬱洲に逃れ、海道を通って建康に帰る計画を提案した。将軍幕僚たちは2案を巡って議論百出し、容易に定まる気配もなかった。張暢は歴城・鬱洲に移る2案を敗北論とみなして、彭城に留まるよう意見した。張暢の意見に武陵王劉駿が賛成したため、劉義恭も彭城に留まることとした。
太武帝率いる魏軍が彭城にやってくると、太武帝は使者を立てて城の南門の前に駱駝・騾馬・馬や貂裘・飲食物を並べて開門を要求した。城内の宋軍は門を閉ざして要求に応じなかったが、張暢は城壁の上に立って城外の北魏の使者と問答し、開門して北魏の尚書の李孝伯と対談することとした。張暢は李孝伯と忌憚なく語り合い、礼を失することがなく、李孝伯を感心させた。李孝伯が自陣に帰ってまもなく、魏軍は彭城の南門に攻めかけて、火を放った。張暢は兵の先頭に立って防戦にあたった。太武帝は彭城攻略にこだわらず、さらに南下して長江北岸の瓜歩まで到達し、北に引き返した。太武帝は帰途にまた彭城に立ち寄り、人を派遣して「食糧が尽きたので帰るが、穀物が実ったらまた来る」と城内に伝えさせた。劉義恭は門を閉ざして追撃をかけようとはしなかった。
北魏の再侵攻を懸念して、彭城では敵軍に利用されないように麦の苗を刈り取ったり、民衆を堡塁に移住させたりする計画が持ち上がった。鎮軍録事参軍の王孝孫はこの計画が民衆の生活を破壊し、餓死をもたらしかねないと見て反対した。張暢も王孝孫の議論に賛成した。鎮軍府典籤の董元嗣や別駕の王子夏が計画通りにするよう武陵王劉駿に勧めたため、張暢は王子夏を阿諛追従の輩とみなして弾劾を求めた。
ときに北魏が襄陽に進出するとの風聞があったため、張暢は南譙王劉義宣の下に移り、司空長史・南郡太守とされた。また劉興祖に代わって青州および彭城の都督とする人事があった。いずれの人事も発効されなかった。
元嘉30年（453年）、劉劭が文帝を殺害すると、劉義宣が劉劭を討つべく挙兵し、張暢は劉義宣の下で元佐をつとめた。劉劭の乱が平定されると、張暢は吏部尚書となり、夷道県侯に封じられた。劉義宣は張暢を引き止めようと、南蛮校尉の任を与え、冠軍将軍の号を加え、丞相長史を兼ねさせた。孝建元年（454年）、劉義宣が反乱を起こすと、張暢は檄文の作成を任されたが、飲酒して常に酔っているような状態で、文書を書くことができなかった。劉義宣に従って東下したが、梁山の戦いに敗れて、劉義宣が逃亡すると、張暢は孝武帝側に投降し、軍人による略奪にあって衣服を剥ぎ取られた。敗軍の軍官僚でありながら、右将軍の王玄謨を差し置いて輿の上の人となったため、王玄謨に憎まれ、諸将に殺されそうになった。隊主の張世営が擁護したため、危難を免れた。建康に送られ、廷尉の法廷に引き出され、爵位と封土を削られた。まもなく原職に復帰した。また都官尚書となり、侍中に転じ、子の張淹に代わって太子右衛率を兼ねた。
孝建2年（455年）、会稽郡太守として出向した。大明6年11月己卯（462年12月9日）、在官のまま死去。享年は50。諡は宣子といった。

## 子女
- 張浩（義陽王劉昶の下で征北諮議参軍）
- 張淹（武陵王劉駿の下で南中郎主簿。劉駿（孝武帝）が即位すると、黄門郎となり、広晋県子に封じられた。太子右衛率や東陽郡太守をつとめたが、郡で仏教崇拝を強要し、免官禁錮された。光禄勲として再起し、臨川国内史に転じた。泰始初年に晋安王劉子勛の乱に参加して、鄱陽で敗れて殺害された）

## 伝記資料
- 『宋書』巻46 列伝第6
- 『宋書』巻59 列伝第19
- 『南史』巻32 列伝第22